# Labastide-Saint-Georges
Labastide-Saint-Georges (okzitanisch: La Bastida de Sant Jòrdi) ist eine südfranzösische Gemeinde mit 1.985 Einwohnern (Stand: 1. Januar 2022) im Département Tarn in der Region Okzitanien. Sie gehört zum Arrondissement Castres und zum Kanton Lavaur Cocagne (bis 2015: Kanton Lavaur). Die Einwohner werden Bastidiens genannt.

## Lage
Labastide-Saint-Georges liegt auf der orografischen rechten, d. h. östlichen, Flussseite des Agout in einer Flussschleife. An der Grenze zur Nachbargemeinde Fiac mündet der Assou in den Agout. Labastide-Saint-Georges wird umgeben von den Nachbargemeinden Ambres im Norden, Fiac im Osten sowie Lavaur im Süden und Westen.

## Geschichte
Die Bastide wurde 1256 von Alfons von Poitiers gegründet.

## Bevölkerungsentwicklung
| Jahr                      | 1962 | 1968 | 1975 | 1982 | 1990 | 1999 | 2006 | 2012 |
| Einwohner                 | 414  | 527  | 872  | 1005 | 1063 | 1235 | 1578 | 1891 |
| Quelle: Cassini und INSEE |      |      |      |      |      |      |      |      |

## Sehenswürdigkeiten
- Schloss Travet, Monument historique

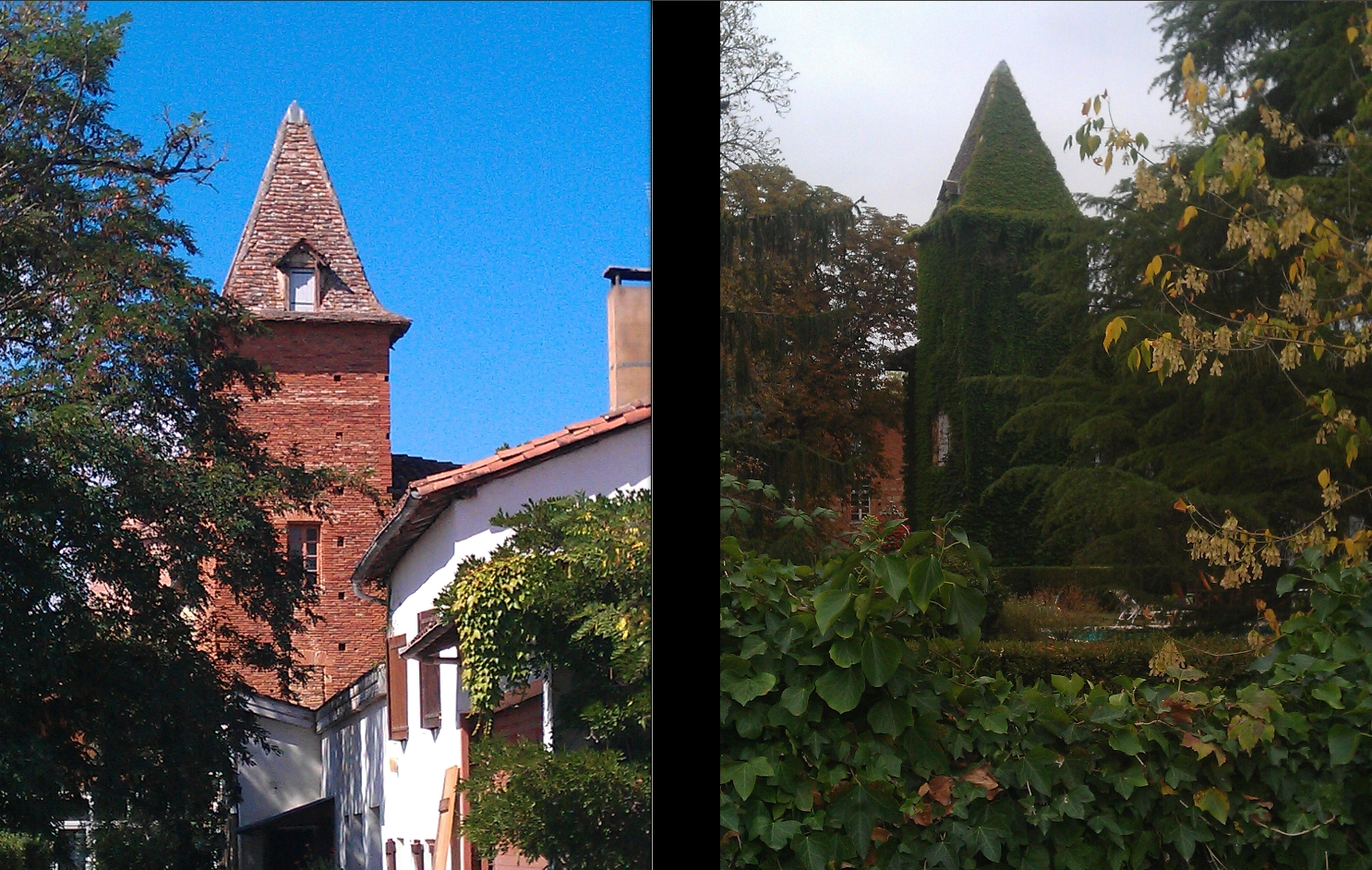
Schloss Travet